# Улица Юннатов (Москва)
У́лица Юнна́тов (до 13 января 1956 года — Гла́вная и Никола́евская у́лицы) — улица, расположенная в Северном административном округе города Москвы на территории Савёловского района.

## История
Улица была образована 13 января 1956 года объединением Гла́вной (название было дано по относительному значению среди соседних) и Никола́евской (предположительно, название было дано по фамилии домовладельца) у́лиц и получила своё название по находившейся здесь Станции юных натуралистов.

## Расположение
Улица Юннатов проходит от Мирского переулка на северо-запад, с юго-запада к ней примыкает Мишин проезд, затем улица Юннатов пересекает Старый  Петровско-Разумовский проезд и оканчивается вблизи платформы Гражданская Рижского направления Московской железной дороги. Нумерация домов начинается от Мирского переулка.

## Примечательные здания и сооружения
По нечётной стороне:
- д. 13, стр. 1 — филиал «Станция юных натуралистов» Московского детского эколого-биологического центра (бывшая Московская городская станция юных натуралистов)

По чётной стороне:
- д. 4 — филиал ОАО «Научно-производственное объединение „Наука“»
- д. 12/14 — городская поликлиника № 157

## Транспорт

### Автобус
По улице Юннатов не проходят маршруты наземного общественного транспорта. У юго-западного конца улицы, в Мирском переулке, расположена остановка «Улица Юннатов» автобуса 319.

### Метро
- Станции метро «Динамо» Замоскворецкой линии и «Петровский парк» Большой кольцевой линии (соединены переходом) — юго-западнее улицы, на Ленинградском проспекте

### Железнодорожный транспорт
- Платформа Гражданская Рижского направления Московской железной дороги — у северо-западного конца улицы